# Prințesa Marie Isabelle d'Orléans
Prințesa Marie Isabelle d'Orléans (Maria Isabel Francisca de Asis Antonia Luisa Fernanda Cristina Amelia Felipa Adelaide Josefa Elena Enriqueta Carolina Justina R), (n. 21 septembrie 1848, Sevilla, Andaluzia, Spania – d. 23 aprilie 1919, Villamanrique de la Condesa, Andaluzia, Spania) a fost infantă a Spaniei și Contesă de Paris.

## Biografie
S-a născut la Sevilia ca fiică a Prințului Antoine d'Orléans și a Infantei Luisa Fernanda a Spaniei. Antoine a fost fiul cel mic al regelui Ludovic-Filip al Franței și a reginei Maria Amalia a celor Două Sicilii. Infanta Luisa Fernanda a fost fiica regelui Ferdinand al VII-lea al Spaniei și a celei de-a patra soții a acestuia, Maria Christina a celor Două Sicilii. Toți cei patru bunici ai ei și șapte din opt străbunici au fost membri al familiei regale franceze.

### Căsătorie și copii

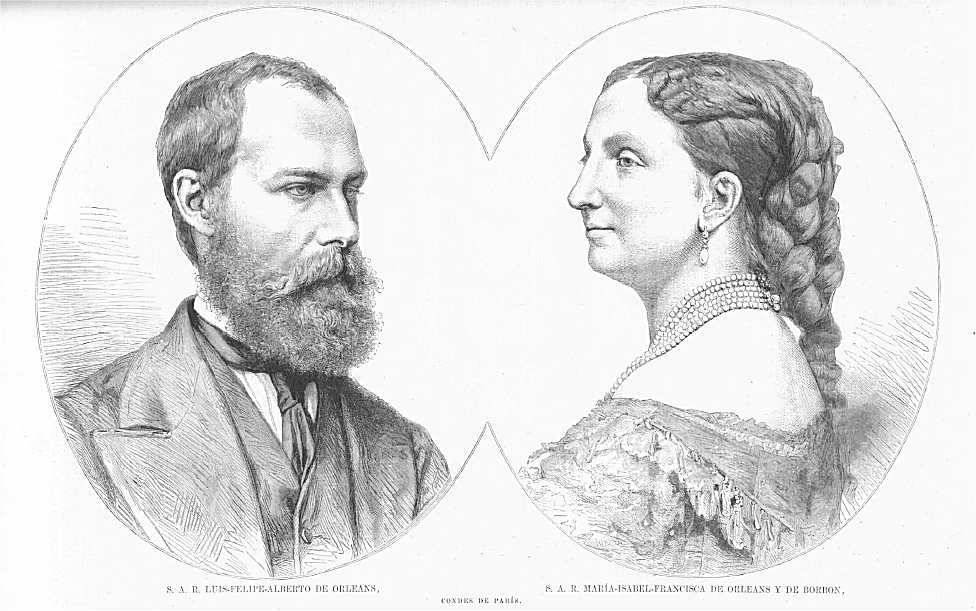
Marie Isabelle d'Orléans și soțul ei, Filip, Conte de Paris, 1878

La 30 mai 1864, ea s-a căsătorit cu verișorul ei, Philippe d'Orléans, pretendent la tronul Franței sub numele de Filip al VII-lea. Cuplul a avut opt copii:
- Amélie d'Orléans, Prințesă de Orléans (1865–1951). S-a căsătorit cu Carlos I al Portugaliei în 1886.
- Prințul Louis Philippe Robert d'Orléans, Prinț de Orléans, Duce de Orléans (1869–1926). Căsătorit cu Arhiducesa Maria Dorothea de Austria fiica Arhiducelui Joseph Karl de Austria în 1896.
- Hélène d'Orléans, Prințesă de Orléans (1871–1951). S-a căsătorit cu Emmanuel Philibert, Duce de Aosta în 1895.
- Charles d'Orléans, Prinț de Orléans (1875–1875).
- Isabelle d'Orléans, Prințesă de Orléans (1878–1961). S-a căsătorit cu Jean de Orléans, Duce de Guise în 1899.
- Jacques d'Orléans, Prinț de Orléans (1880–1881).
- Louise d'Orléans, Prințesă de Orléans (1882–1958). S-a căsătorit cu Prințul Carlos de Bourbon-Două Sicilii în 1907. Prin fiica lor Maria Mercedes de Bourbon-Două Sicilii, ea a fost bunica regelui Juan Carlos I al Spaniei.
- Ferdinand d'Orléans, Prinț de Orléans, Duce de Montpensier (1884–1924). S-a căsătorit cu Marie Isabelle Gonzales de Olañeta et Ibaretta în 1921.

Forțați să părăsească Franța, Marie Isabelle și soțul ei au trăit în Anglia, unde tatăl ei, Ludovic Filip locuia după abdicarea din 1848. În 1871 li s-a permis să se întoarcă în Franța unde au locuit la Hôtel Matignon din Paris și la castelul d'Eu din Normandia.
În 1886, au fost forțați să părăsească Franța pentru a doua oară. În 1894, soțul ei a murit în exil la Casa Stowe din Buckinghamshire. Marie Isabelle a locuit la castelul Randan în Franța și a murit în 1919 la palatul ei din Villamanrique de la Condesa, în apropiere de Sevilia.